# 大門岩嘉右エ門
大門岩 嘉右エ門（おおといわ かえもん、1890年4月13日 - 1950年4月5日）は、福岡県糸島郡出身で出羽海部屋に所属した大相撲力士。本名は吉村 嘉右衛門。最高位は東関脇（1922年1月場所）。現役時代の体格は175cm、101kg。得意技はもろ差し、右四つ、寄り、上手出し投げ。非力ながら出足は鋭かった。

## 人物
1909年1月山分部屋から初土俵を踏む。後に出羽海部屋に移籍する。四股名は故郷の名勝「芥屋の大門」に因んだ。順調に昇進し1914年1月十両、1917年1月入幕した。175cm、101kgの体でもろ差し、右四つを得意とし、上手出し投げも得意とするなど技巧派。非力ながら出足は鋭かった。大関千葉ヶ嵜に強く、3勝3敗1分1預の対戦成績を残した。1919年1月に前頭2枚目で5勝3敗1預、5月も同位置で横綱鳳、大関千葉ヶ嵜らを破り7勝3敗ながら筆頭に止められるなど、番付運が悪く、勝ち越しても上位になかなか上がれなかった。1922年1月関脇に昇進し5勝4敗1分ながら翌場所小結に陥落。1925年5月15枚目で2勝4敗1分で十両陥落が決定的となり引退。年寄山分となる。引退後は検査役から監事、理事を歴任。山分部屋も経営し、幕内駒ノ里秀雄、十両白鷺政雄を育てた。1944年に年寄を廃業し、1950年に没した。

## 略歴
- 1909年1月場所　山分部屋から初土俵を踏む。
- 1914年1月場所　新十両。
- 1917年1月場所　新入幕。
- 1922年1月場所  関脇に昇進。5勝4敗1分の成績を残すも当時の番付編成のシステムから翌場所は小結に陥落[1]。
- 1925年5月場所　引退。9代目山分を襲名。

## 主な成績
- 現役在位:34場所
- 関取戦績:82勝84敗28休9分4預(23場所)
- 幕内戦績:64勝70敗9分3預28休(17場所)
- 以上の勝敗数等の他、少なくとも幕下15枚目以内の3勝2敗の記録が確認できる。

### 場所別成績
| 1909年 （明治42年） | （前相撲）             | （前相撲）                  |
| 1910年 （明治43年） | 西序ノ口19枚目 –       | 東序二段19枚目 –            |
| 1911年 （明治44年） | 西三段目50枚目 –       | 東三段目10枚目 –            |
| 1912年 （明治45年） | 西幕下30枚目 –         | 東幕下37枚目 –              |
| 1913年 （大正2年） | 西幕下10枚目 0–0       | 西幕下28枚目 –              |
| 1914年 （大正3年） | 西十両15枚目 3–2       | 東十両8枚目 3–1 1預         |
| 1915年 （大正4年） | 東十両4枚目 2–3        | 東十両10枚目 0–4            |
| 1916年 （大正5年） | 西幕下5枚目 3–2        | 東十両6枚目 4–1             |
| 1917年 （大正6年） | 西前頭17枚目 1–3–5 1預 | 西十両筆頭 6–3              |
| 1918年 （大正7年） | 東前頭11枚目 5–5       | 東前頭8枚目 6–4             |
| 1919年 （大正8年） | 東前頭2枚目 5–3–1 1預  | 東前頭2枚目 7–3 ★           |
| 1920年 （大正9年） | 東前頭筆頭 3–7         | 西前頭6枚目 2–7 1分         |
| 1921年 （大正10年） | 西前頭8枚目 5–4 1預    | 東前頭4枚目 6–3 1分         |
| 1922年 （大正11年） | 東関脇 5–4 1分         | 西小結 3–5 2分              |
| 1923年 （大正12年） | 東前頭2枚目 1–6–2 1分  | 西前頭10枚目 2–4–5          |
| 1924年 （大正13年） | 西前頭14枚目 5–4 1分   | 東前頭5枚目 6–4 1分         |
| 1925年 （大正14年） | 東前頭4枚目 0–0–11     | 西前頭15枚目 引退 2–4–4 1分 |
| 各欄の数字は、「勝ち-負け-休場」を示す。 優勝 引退 休場 十両 幕下 三賞：敢=敢闘賞、殊=殊勲賞、技=技能賞 その他：★=金星 番付階級：幕内 - 十両 - 幕下 - 三段目 - 序二段 - 序ノ口 幕内序列：横綱 - 大関 - 関脇 - 小結 - 前頭（「#数字」は各位内の序列） |                        |                             |

- 幕下以下の地位は小島貞二コレクションの番付実物画像による。また当時の幕下以下の星取や勝敗数等の記録は相撲レファレンス等のデータベースに登録がないため、成績表では幕下16枚目以下は暫定的に空欄とする。